# Parafia św. Judy Tadeusza w Przewałce
Parafia św. Judy Tadeusza w Przewałce – rzymskokatolicka parafia znajdująca się w Przewałce, w diecezji grodzieńskiej, w dekanacie Grodno-Wschód, na Białorusi.

## Historia
W 1609 król Zygmunt III Waza ufundował kościół pw. św. Judy Tadeusza w Przewałce, który zastąpił wcześniejszy o nieznanym roku powstania. W tym też roku przy kościele erygowano parafię. W 2. połowie XVIII w. parafia została kapelanią, obsługiwaną przez karmelitów z Wilna. W późniejszych czasach parafia została przywrócona. W 1866 zlikwidowana przez władze carskie w ramach represji popowstaniowych. Wierni z Przewałki należy odtąd do parafii śś. Apostołów Piotra i Pawła w Hoży. W 1869 kościół wraz z majątkiem parafii władze przekazały Cerkwi prawosławnej. Świątynia niszczała nieużywana do 1913, gdy przerobiono ją na cerkiew. W 1915 spłonęła w wyniku działań wojennych.
W latach 1918–1919 katolicy wybudowali nowy, obecny kościół w Przewałce. W 1927 mianowano pierwszego porozbiorowego proboszcza. W latach międzywojennych parafia św. Marii Panny z Monte Carmelo w Przewałce liczyła ok. 1400 wiernych. Leżała w archidiecezji wileńskiej, w dekanacie Grodno.
Ostatni proboszcz został aresztowany przez Niemców. Od tego czasu parafia nie miała kapłana. W 1962 komuniści zamknęli kościół, który w kolejnych latach niszczał nieużywany. Zwrócony w 1990 i odnowiony przez parafian.